# Ignaz Schmieger
Ignaz Anton Schmieger (* 19. April 1812 in Schlaggenwald, Königreich Böhmen; † 1. März 1887 in Zwodau, Königreich Böhmen) war ein österreichischer Textilunternehmer, Gründer der Kammgarnspinnerei Ignaz Schmieger und Pionier der Industrialisierung in Westböhmen.

## Leben
Ignaz Schmieger wurde in Schlaggenwald als Sohn des Handwebermeisters Franz Josef Anton Schmieger und der Eva Maria Anna geb. Küttner geboren. Er wurde von seinem Vater zum Handweber ausgebildet und vervollständigte seine Kenntnisse danach in Brünn und Reichenberg. Anschließend machte er sich 1844 in Schlaggenwald mit einer eigenen Weberei selbständig.
Im Jahre 1856 kaufte Schmieger die Baumwollspinnerei von August Lotz bei Zwodau für 63.000 Gulden und baute sie zur Streichgarnspinnerei um. Später errichtete er eine mechanische Kammgarnspinnerei. Zum Antrieb der Maschinen nutzte er anfänglich die Wasserkraft der Zwodau, ab 1860 setzte er dazu Dampfmaschinen ein. Im Jahre 1863 wurden die Betriebsanlagen durch einen Brand zerstört. Beim Wiederaufbau wurde der Betrieb um eine Wollwäscherei und -kämmerei erweitert, die Streichgarnspinnerei gab Schmieger auf. Wegen der durch die Wollwäscherei und -kämmerei verursachten Verunreinigung der Zwodau musste sie stillgelegt werden. Im Jahre 1864 hatte Schmieger 200 Beschäftigte. 1873 gründete er eine Betriebskrankenkasse für seine Beschäftigten. Da Zwodau über keine Kirche verfügte, sorgte Schmieger dafür, dass seine Beschäftigten die Messe in Lanz besuchen konnten. 1880 brannte die Kammgarnspinnerei erneut ab. Nach einer notdürftigen Instandsetzung der Maschinen wurde die Produktion zunächst wieder aufgenommen; nach einer grundlegenden Erneuerung der Maschinen und Anlagen stellte sich der wirtschaftliche Erfolg wieder ein. 1887 verstarb der Unternehmenspatriarch.
Die Leitung der Kammgarnspinnerei Ignaz Schmieger übernahm der Sohn Josef Anton Schmieger und nach dessen Ermordung im Jahre 1896 sein Bruder Franz Seraphin. In dieser Zeit wuchs die Zahl der Beschäftigten stetig an; das Werk errichtete für seine Belegschaft eine Arbeiterkolonie, ein Badehaus mit Schwimmbad, ein Speisehaus, Ledigenschlafsäle, eine Vorschusskasse, eine Betriebskrankenkasse und einen Altersversorgungsfonds.

## Familie
Schmieger hatte zwei Geschwister; seine Schwester Anna war mit dem Falkenauer Kaufmann Adalbert Schram verheiratet. Die Chemieunternehmer August und Adolf Schram waren seine Neffen.
Im Jahre 1841 heiratete er Aloisia Maria Magdalena Lenhart. Aus der Ehe gingen sechs Kinder hervor. Die Söhne Franz Seraphin (1846–1904), Josef Anton (1853–1896) und Anton (1854–1903) stiegen in das väterliche Unternehmen ein. Seine Tochter Maria Rosina (* 1850) war mit dem Glasfabrikanten Max Mühlig verheiratet. Die Glasindustriellen Josef Mühlig und Anton Mühlig waren seine Enkel.